# Altarpredikstol

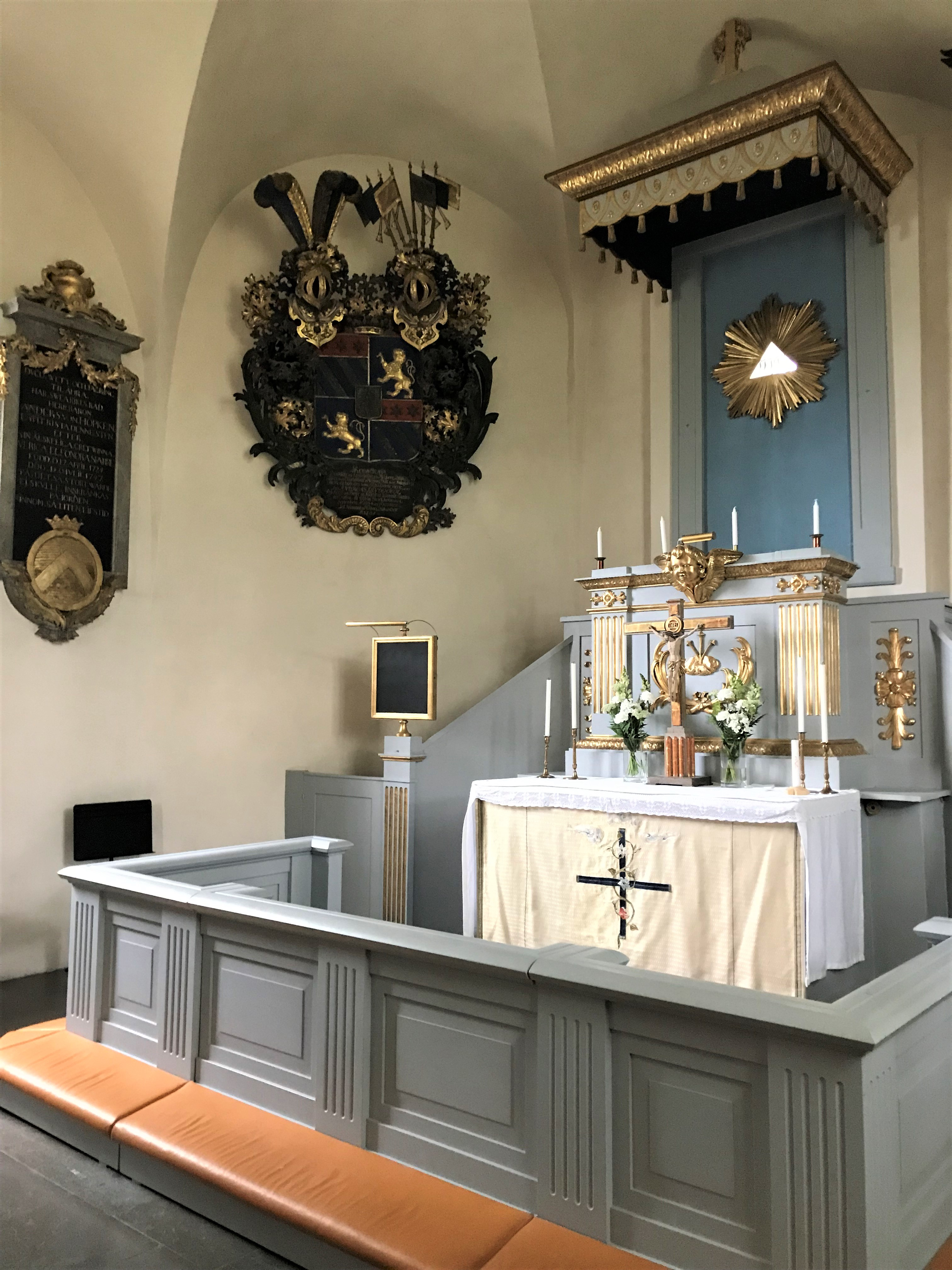
Altarpredikstol i Salems kyrka, Södermanland

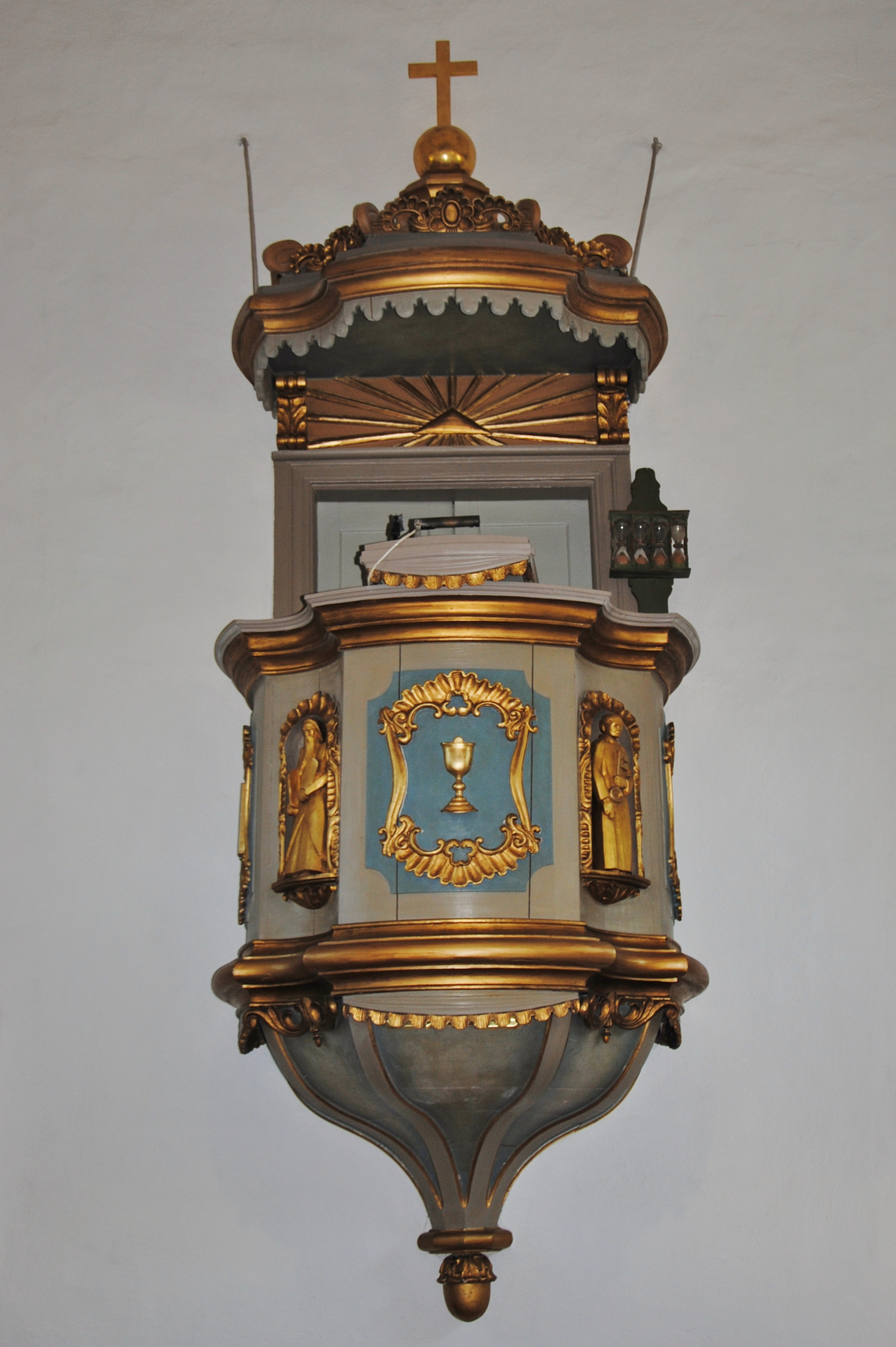
Altarpredikstol i Ventlinge kyrka, Öland

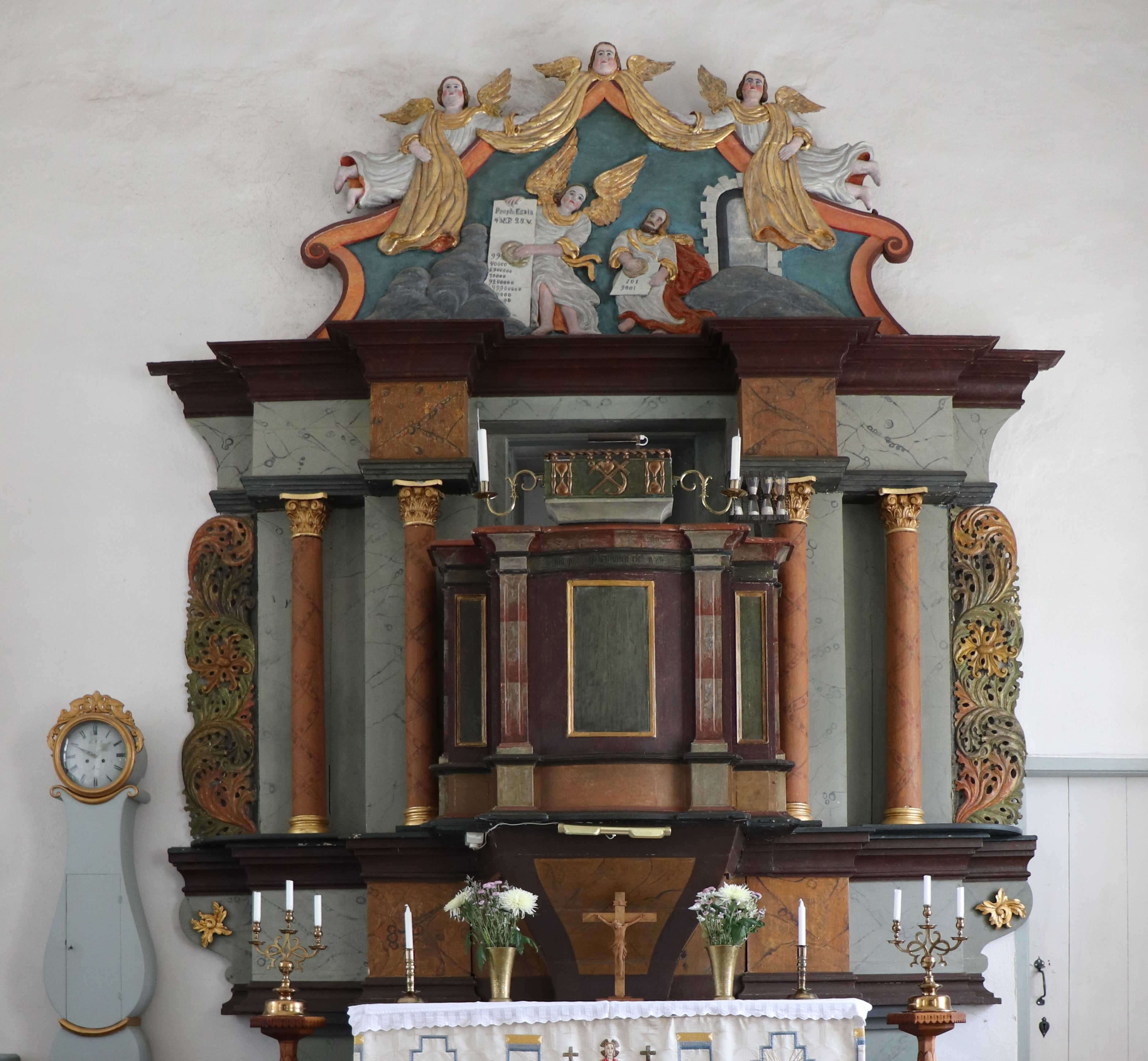
Altarpredikstol i Ås kyrka, Öland

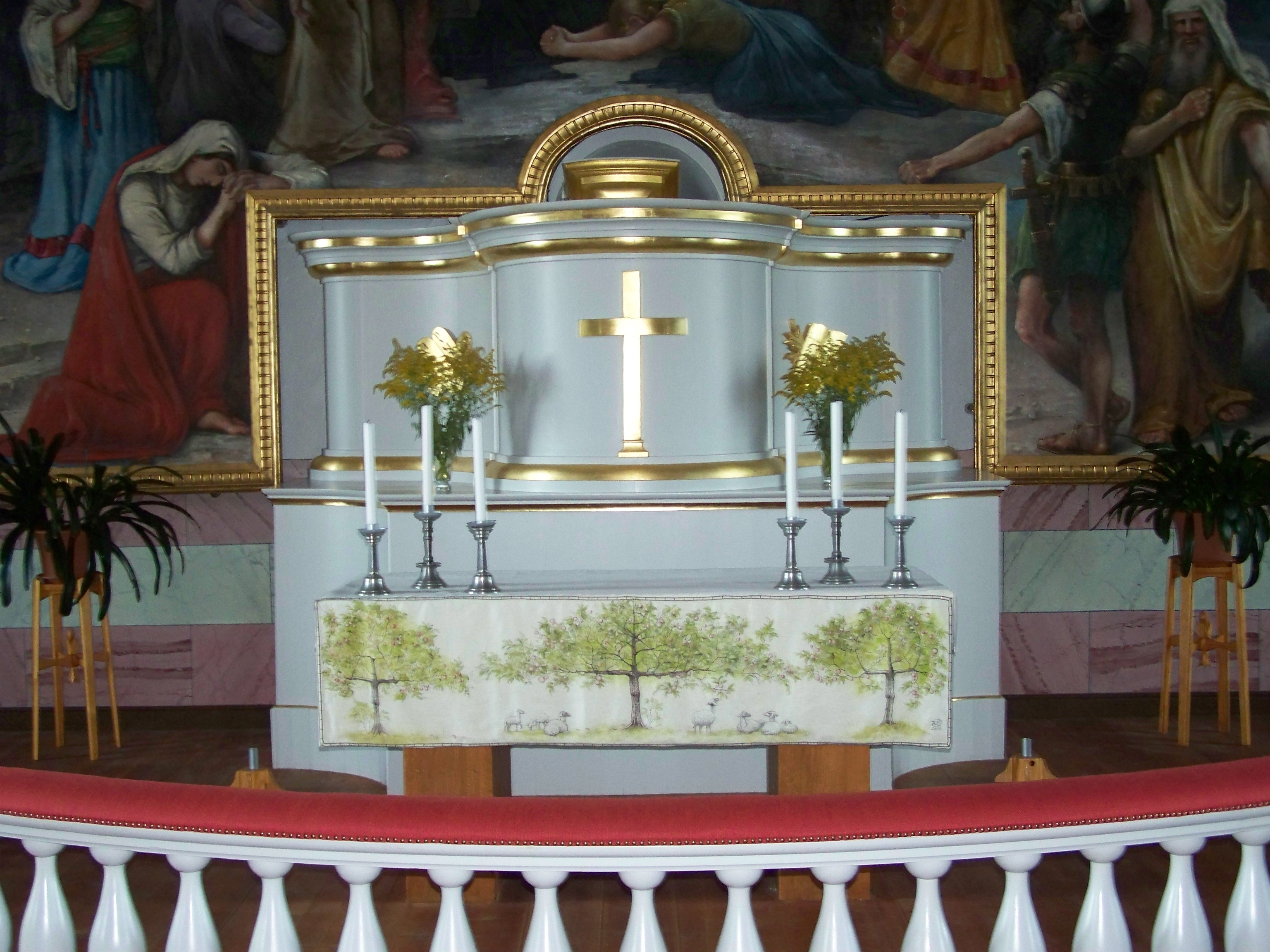
Altarpredikstol i Urshults kyrka

En altarpredikstol är en predikstol som är infälld i väggen vid altaret eller där predikstolen sätts över altaret. Det förekommer också att man ovanför altarpredikstolen i sin tur placerar en piporgel, som till exempel i Røros kyrka i Norge.

## Altarpredikstolar
- Adelövs kyrka, Småland: Altarpredikstol. Gamla kyrkans predikstol finns på södra väggen.
- Almundsryds kyrka, Småland. Altarpredikstol från 1860. En äldre altarpredikstol används numera som ambo.
- Askeby kyrka, Östergötland. Borttagen 1952.
- Annefors kapell, Hälsingland. Altarpredikstol från 1857
- Augerums kyrka, Blekinge: Altarpredikstol.
- Bergsjö kyrka, Hälsingland: Altarpredikstol från 1844, flyttad till nordväggen 1953.
- Birgittakyrkan, Olshammar, Närke: Altarpredikstol.
- Björsäters kyrka, Östergötland: Altarpredikstol
- Boo kapell, Södermanland: Altarpredikstol
- Brevens kyrka, Närke: Altarpredikstol.
- Bålsö kapell, Hälsingland: Altarpredikstol.
- Delsbo kyrka, Hälsingland: Altarpredikstol från 1852, borttagen 1892.
- Djurgårdskyrkan, Stockholm: Altarpredikstol från 1828.
- Eds kyrka, Uppland: Altarpredikstol från 1768
- Erska kyrka, Västergötland: Altarpredikstol.
- Folkströms kapell, Östergötland. Altarpredikstol.
- Forsa kyrka, Hälsingland: Altarpredikstol från 1846, flyttad till nordväggen 1936.
- Fröslunda kyrka, Uppland: Altarpredikstol från 1762 i barock med skulptural utsmyckning av Magnus Granlund (1711-1779).
- Färila kyrka, Hälsingland. Predikstolen var placerad över altaret 1782 till 1806.
- Färingtofta kyrka, Skåne: Altarpredikstol 1828.
- Gestads kyrka, Dalsland: Altarpredikstol, numera borttagen.
- Glimåkra kyrka, Skåne: Altarpredikstol.
- Grönbo kapell, Västmanland: Altarpredikstol.
- Gullabo kyrka, Småland. Altarpredikstol från 1850-talet.
- Hassela kyrka, Hälsingland. Altarpredikstol borttagen 1951.
- Hemsö kyrka, Ångermanland. Altarpredikstol.
- Holms kyrka, Uppland. Altarpredikstol med orgel placerad ovanför.
- Hulterstads kyrka, Öland: Altarpredikstol från 1803 av Anders Högström i Vickleby.
- Härnevi kyrka, Uppland. Altarpredikstol borttagen 1956
- Högsjö gårdskapell, Södermanland: Altarpredikstol av Pehr Hörberg.
- Ilsbo kyrka, Hälsingland: Altarpredikstol.
- Karlslunda kyrka, Småland. Altarpredikstol, ombyggd 1952.
- Kila kyrka, Västmanland. Altarpredikstol borttagen 1936.
- Kristvalla kyrka, Småland. Altarpredikstol från 1795.
- Kuggörarnas kapell, Hälsingland: Altarpredikstol i rokoko, sannolikt från 1778, med bild av Kristi uppståndelse.
- Ljungå kapell, Jämtland: Altarpredikstol
- Ljusne kyrka, Hälsingland: Altarpredikstol från 1896.
- Los kyrka, Hälsingland. Altarpredikstol.
- Loshults kyrka, Skåne: Altarpredikstol från 1690-talet.
- Lögdö kyrka, Medelpad: Altarpredikstol från 1700-talet.
- Lövgrunds kapell, Gästrikland. Altarpredikstol.
- Mangskogs kyrka, Värmland. Altarpredikstol borttagen 1916.
- Markims kyrka, Uppland: Altarpredikstol från 1758-1759 av bildhuggaren Magnus Granlund (1711-1779).
- Maråkers kyrka, Hälsingland: Altarpredikstol. Kyrkan revs 1910.
- Medevi brunnskyrka, Östergötland. Altarpredikstol.
- Norrala kyrka, Hälsingland. Altarpredikstol.
- Nässjö gamla kyrka, Småland: Altarpredikstol från 1791.
- Orkesta kyrka, Uppland: Altarpredikstol från 1753.
- Osby kyrka, Skåne: Altarpredikstol 1834, bortflyttad till pelare 1937.
- Oslättfors kyrka, Gästrikland: Altarpredikstol.
- Ramsjö kyrka, Hälsingland: Altarpredikstol från 1837, borttagen 1907.
- Riseberga kyrka, Skåne: Altarpredikstol från 1822 ritad av arkitekt Fredrik Blom.
- Råneå kyrka, Norrbotten: Altarpredikstol under perioden 1857–1957.
- Sabbatsbergs kyrka, Stockholm: Altarpredikstol från 1830.
- Salems kyrka, Södermanland: Altarpredikstol från 1809
- Segerstads kyrka, Öland: Altarpredikstol 1839; korgen skulpterad 1765 av Clas Wahlberg/Wallberg. Borttagen 1949.
- Skeby kyrka, Västergötland. Byggd 1796.
- Silvbergs kyrka, Dalarna. Altarpredikstol från 1830-talet.
- Storsjö kapell, Jämtland:Altarpredikstol från 1754.
- Strömstads kyrka, Bohuslän: Altarpredikstol fram till 1896-1897.
- Stuguns gamla kyrka, Jämtland: Altarpredikstol från 1791 av bildhuggaren Johan Edler (1734-1797)
- Säterbo kyrka, Västmanland. Altarpredikstol från 1796.
- Säters kyrka, Dalarna: Altarpredikstol ritad av Olof Tempelman 1806.Bortflyttad till ena långhusväggen 1927.
- Utvängstorps kyrka, Västergötland: Altarpredrikstol från 1710, används fortfarande.
- Urshults kyrka,Småland:Altarpredikstol rundformad med ett gyllene kors anskaffad 1844.
- Uråsa kyrka, Småland: Altarpredikstol borttagen 1942.
- Vallbo kapell, Jämtland: Altarpredikstol från 1756.
- Vedevågs kyrka, Västmanland. Altarpredikstol från 1837.
- Venjans kyrka, Dalarna: Altarpredikstol under perioden 1815 - 1855.
- Ventlinge kyrka, Öland: Altarpredikstol förfärdigad 1870 av snickaren av N. J. Jonsson från Glömminge eller 1735 - 1880?
- Vårdinge kyrka, Södermanland: Altarpredikstol efter 1822 - 1894.
- Västra Skedvi kyrka, Västmanland: Altarpredikstol.
- Yttergrans kyrka, Uppland: Altarpredikstol från 1700-talet.
- Ytterhogdals kyrka, Härjedalen: Altarpredikstol från 1800.
- Yxnerums kyrka, Östergötland: Altarpredikstol borttagen 1926
- Ås kyrka, Öland: Altarpredikstol från 1820.
- Ängersjö kyrka, Härjedalen. Altarpredikstol borttagen 1931.
- Överhogdals kyrka, Härjedalen: Altarpredikstol borttagen 1957.